# Selaginella harrisii
Selaginella harrisii är en mosslummerväxtart som beskrevs av Underw. och Hieron.. Selaginella harrisii ingår i släktet mosslumrar, och familjen mosslummerväxter. Inga underarter finns listade i Catalogue of Life.